# Ruth–Aaron-pár
A szórakoztató matematika és a számelmélet területén a Ruth–Aaron-párok olyan egymást követő egész számok, melyek prímtényezőinek összege megegyezik. Például:
714 = 2 × 3 × 7 × 17
715 = 5 × 11 × 13
és
2 + 3 + 7 + 17 = 5 + 11 + 13 = 29
A többször előforduló prímtényezőket egyszer számolva az első néhány Ruth–Aaron-pár:
(5, 6), (24, 25), (49, 50), (77, 78), (104, 105), (153, 154), (369, 370), (492, 493), (714, 715), (1682, 1683), (2107, 2108)
(A párosok kisebbik tagjait itt sorolják föl: (A006145 sorozat az OEIS-ben)).
A többször előforduló prímtényezőket megszámolva (pl. 8 = 2×2×2 és 9 = 3×3, ahol 2+2+2 = 3+3) az első néhány Ruth–Aaron-pár a következő:
(5, 6), (8, 9), (15, 16), (77, 78), (125, 126), (714, 715), (948, 949), (1330, 1331)
(A párosok kisebbik tagjait itt sorolják föl:  A039752).
A két lista metszete így kezdődik:
(5, 6), (77, 78), (714, 715), (5405, 5406)
(A párosok kisebbik tagjait itt sorolják föl:  A039753).
A négyzetmentes számokból álló Ruth–Aaron-párok mindkét listába beletartoznak. A két lista metszetébe tartoznak azonban olyan számok is, amik nem négyzetmentesek, például (7129199, 7129200) = (7×112×19×443, 24×3×52×13×457). Itt 7+11+19+443 = 2+3+5+13+457 = 480, ugyanakkor 7+11+11+19+443 = 2+2+2+2+3+5+5+13+457 = 491.
A Ruth–Aaron-párok nevet Carl Pomerance amerikai számelmélész alkotta meg; Babe Ruth és Hank Aaron  baseballjátékosokról, mivel karrierje során Ruth 714 hazafutást ért el, mely rekordot Aaron 1974. április 8-án túlszárnyalt a 715. hazafutásával. Pomerance a Georgia Egyetemen tanított matematikát, amikor kollegájának egyik hallgatója észrevette, hogy a 714 és 715 prímtényezőinek összege megegyezik.

## Ruth–Aaron-hármasok
Ruth–Aaron-számhármasok (egymást átfedő Ruth–Aaron-párok) is léteznek. Az első, és valószínűleg a második ilyen számhármas, ha a prímtényezőket csak egyszer számoljuk:
89460294 = 2 × 3 × 7 × 11 × 23 × 8419
89460295 = 5 × 4201 × 4259
89460296 = 2 × 2 × 2 × 31 × 43 × 8389
és 2 + 3 + 7 + 11 + 23 + 8419 = 5 + 4201 + 4259 = 2 + 31 + 43 + 8389 = 8465
151165960539 = 3 × 11 × 11 × 83 × 2081 × 2411
151165960540 = 2 × 2 × 5 × 7 × 293 × 1193 × 3089
151165960541 = 23 × 29 × 157 × 359 × 4021
and 3 + 11 + 83 + 2081 + 2411 = 2 + 5 + 7 + 293 + 1193 + 3089 = 23 + 29 + 157 + 359 + 4021 = 4589
Az első két Ruth–Aaron-számhármas, ha a többször előforduló prímtényezőket is megszámoljuk:
417162 = 2 × 3 × 251 × 277
417163 = 17 × 53 × 463
417164 = 2 × 2 × 11 × 19 × 499
és 2 + 3 + 251 + 277 = 17 + 53 + 463 = 2 + 2 + 11 + 19 + 499 = 533
6913943284 = 2 × 2 × 37 × 89 × 101 × 5197
6913943285 = 5 × 283 × 1259 × 3881
6913943286 = 2 × 3 × 167 × 2549 × 2707
és 2 + 2 + 37 + 89 + 101 + 5197 = 5 + 283 + 1259 + 3881 = 2 + 3 + 167 + 2549 + 2707 = 5428
2006-ban csak a fent említett 4 Ruth–Aaron-számhármas volt ismeretes.

## Gyakoriságuk
Nelson és tsai. megmutatták, hogy ha Schinzel H hipotézise igaznak bizonyul, akkor végtelen számú Ruth–Aaron-pár létezik. Nelson és tsai. további sejtését, mely szerint a Ruth–Aaron-párok ritkák (sűrűségük 0), Erdős Pál és Pomerance 1978-ban igazolta. Később azt is sikerült igazolni, hogy a Ruth–Aaron-párok reciprokösszege korlátos, és kb. 0,4207-del egyezik meg.

## Fordítás
- Ez a szócikk részben vagy egészben a Ruth–Aaron pair című angol Wikipédia-szócikk ezen változatának fordításán alapul.  Az eredeti cikk szerkesztőit annak laptörténete sorolja fel. Ez a jelzés csupán a megfogalmazás eredetét és a szerzői jogokat jelzi, nem szolgál a cikkben szereplő információk forrásmegjelöléseként.